# George Heaton Nicholls
George Heaton Nicholls (Hounslow, Londen 1876 - Durban 26 september 1959) was een Zuid-Afrikaans politicus en suikerboer.

## Biofrafie
George Heaton Nicholls diende als militaire in het Britse leger in Birma en Afghanistan. Tijdens de Tweede Boerenoorlog vocht hij in Zuid-Afrika. Daarna was hij als politiefunctionaris werkzaam in Noord-Rhodesië (het huidige Zambia). Hij vergezelde in 1902 Chief Lewanika bij diens bezoek aan Londen ter gelegenheid van de kroning van Edward VII. Hij woonde en werkte een aantal jaren op Papoea-Nieuw-Guinea. In 1912 trad hij in het huwelijk met Ruby Hitchins uit Durban. Nadien vestigde hij zich als suikerboer permanent in Natal. Hij was jarenlang voorzitter van de beroepsvereniging van suikerplanters en van de coöperatie van suikerboeren in Natal.
In 1920 werd hij voor de eerste keer in het parlement gekozen voor Zululand, Natal. Hij was een groot pleitbezorger van de Britse zaak. Van 1943 tot 1944 was hij administrateur van Natal. In 1944 werd hij benoemd tot hoge commissaris (diplomatiek vertegenwoordiger) van de Unie van Zuid-Afrika in Londen, een post die hij tot 1947 bekleedde. In 1948 werd hij senator en vertegenwoordigde de Verenigde Party (VP). 
Heaton Nicholls was tegenstander van de apartheidspolitiek van de nationalistische regering en voorstander van het behoud van de band tussen Zuid-Afrika en het Verenigd Koninkrijk. In 1953 bedankte hij als lid van de VP en stichtte zijn eigen Union Federal Party (UFP) die voorstander was van geleidelijke toekenning van politieke rechten aan de zwarte bevolking en tegen de afschaffing van het stemrecht van de kleurlingen. De UFP had echter nauwelijks aanhang, behalve in Natal en verdween korte tijd later weer van het toneel. In 1954 trad Nicholls uit de Senaat.